# 上田悠介
上田 悠介（うえだ ゆうすけ、1989年〈平成元年〉4月2日 - ）は、日本の俳優。奈良県出身。所属事務所はツインテール。血液型はA型。身長182cm。

## 略歴
2009年、オーディションを経てドラマ『上地雄輔ひまわり物語』松坂大輔役で俳優デビュー。
2011年1月、『ミュージカル・テニスの王子様2ndシーズン』に橘 桔平役で出演。

## 人物
- サイズ・身長182cm、B95-W78-H95cm、体重70キロ代前半、靴のサイズ 28cm[2]、帽子のサイズ 7 1/2。
- 趣味は読書・散歩・カラオケ・ダーツ・お喋り・舞台鑑賞・BBQ。特技は野球・水泳・ボウリング・ダーツ・習字。弟が二人いる。
- スポーツ庁スポーツキャリアサポートコンソーシアム推進委員でスポーツフィールドのキャリアサポート推進室室長の吉浦剛史は中学時代のチームの先輩。

## 出演

### テレビドラマ
- 上地雄輔ひまわり物語（2009年3月14日、フジテレビ） - 松坂大輔 役
- ポルノグラファー（2018年7月 - 9月、フジテレビ/FOD）- 横田祐介 役

### CM
- イースマイル「町の水道屋さん」（2018年。「家族編」、「家族 キッチン編」、「家族 トイレ編」にて松下由樹、柴田理恵と共演）
- アプリゲーム『機動戦士ガンダム 即応戦線』（2018年）

### 映画
- Please Please Please（2017年1月14日） - 上田刑事 役
- OUT ZONE（2018年のモントリオール世界映画祭招待作品）

### 舞台
- アトリエ・ダンカンプロデュース 『鴨川ホルモー』[3]（2009年5月15日 - 6月7日、吉祥寺シアター 他） - 紀野慎介 役
- 『ミュージカル・テニスの王子様2ndシーズン 』- 橘桔平 役
  - 青学VS不動峰（2011年、JCBホール 他）
  - Dream Live2011（2011年、神戸ワールド記念ホール / 横浜アリーナ）
  - 春の大運動会 2012（2012年、有明コロシアム）
  - 青学vs四天宝寺（2013年 - 2014年、日本青年館 他）
  - 春の大運動会 2014（2014年、横浜アリーナ）
- 演劇集団イヌッコロ第3回公演 『ギャング・アワー』（2011年、劇場MOMO）
- 舞台『こころ』（2011年、青山円形劇場） - K 役
- アトリエ・ダンカンプロデュース ミュージカル『ア・ソング・フォー・ユー』（2011年、新国立劇場 中ホール 他）
- 舞台『We Love 兄さん!!〜ボクらの兄さん、イケてなくなくない?〜』（2012年、ラフォーレミュージアム原宿） - キッカワ 役
- 舞台『アイスクリームマン』（2012年、東京 TACCS1179） - 吉田 役
- ビジュアルボーイ 10周年記念イベント シェイクスピア・朗毒パフォーマンス『ベースボーーール ハムレット！』（2012年、東京タワー タワーホールA1） - マクベス 役（Wキャスト）
- アトリエ・ダンカンプロデュース 青春音楽活劇 『詭弁 走れメロス』（2012年12月、KAAT神奈川芸術劇場 / 2013年1月、銀座博品館劇場 / 2月、サンケイホールブリーゼ） - 自転車にこやか整理軍 役
- Flying Trip 第7回公演『屋上ワンダーランド』（2013年5月8日 - 5月12日、池袋 あうるすぽっと） - 星野保 役
- 演劇集団イヌッコロ第8回公演『ハッピーハードラック』（2014年4月1日 - 6日、中野テアトルBONBON）
- ミュージカル『虹のプレリュード』（2014年10月2日 - 5日、天王洲 銀河劇場） - ゲオルグ役
- projectDREAMER2014 Vol.5『バディ・バディ・バディ・バディ』（2014年10月22日 - 26日、相鉄本多劇場）
- 〜宝や旅館〜 ｢げんせんじゃ〜！｣ 2015ver.（2015年5月2日 - 5日、萬劇場） - 川治まさる 役
- 舞台『ダイヤのA The LIVE』（2015年8月1日 - 9日、六本木ブルーシアター） - 結城哲也 役
  - 舞台『ダイヤのA The LIVE Ⅱ』（2016年3月17日 - 4月3日、天王洲 銀河劇場 他）
  - 舞台『ダイヤのA The LIVE Ⅲ』（2016年8月19日 - 9月4日、六本木ブルーシアター）
  - 舞台『ダイヤのA The LIVE Ⅳ』（2017年4月6日 - 23日、シアター1010 / 梅田芸術劇場）
  - 舞台『ダイヤのA The LIVE Ⅴ』（2017年9月7日 - 24日、シアター1010 他）
- スーパーフルタフレーム Vol.2『うっぷん 〜或る女教師の死〜』（2015年10月7日 - 11日、下北沢「劇」小劇場） - 内田真 役
- 舞台『To Row 〜二匹の狼〜』（2015年11月11日 - 15日、新宿村LIVE / 2018年11月21日 - 25日、コンカリーニョ札幌） - 主演 原田左之助 役
- 舞台『KIZUNA』（2016年2月3日 - 7日、劇場 MOMO）
- 舞台『APHΣ REBELLION～アレス・レベリオン～』（2016年6月23日 - 26日、あうるすっぽっと） - ガルネア 役
- 舞台『Novel War ～悲劇と喜劇のJunction～』（2016年9月27日 - 10月2日、日暮里d-倉庫）
- ミュージカル『ヘタリア〜The Great World〜』（2016年11月10日 - 27日、シアター1010 / 森ノ宮ピロティホール）- ドイツ 役
  - ミュージカル『ヘタリア〜in the new world〜』（2017年7月15日 - 8月2日、NHK大阪ホール / シアター1010）[4]
  - ミュージカル『ヘタリア』FINAL LIVE〜A World in the Universe〜（2018年3月17日 - 21日、幕張メッセ イベントホール / フェスティバルホール）
  - ミュージカル『ヘタリア〜The Fantastic World～』（2023年4月7日 - 10日、東大阪市文化創造館 Dream House 大ホール / 4月15日 - 23日、日本青年館ホール）
  - ミュージカル『ヘタリア〜The glorious world〜』（2024年8月9日 - 12日、京都劇場 / 8月17日 - 19日、森ノ宮ピロティホール / 8月24日 - 9月8日、日本青年館ホール）[5]
- 舞台『Erosion～イローション～』（2017年8月22日 - 27日、シアターブラッツ）[6] - 隆志 役
- 爆笑コメディーミュージカル！？『ら・ら・ら・ららんど～天使っぽい君にラブソングを～』（2017年10月11日 - 15日、六行会ホール） - 北島陸 役
- Otona Project第十弾 演劇ユニット 爆走おとな小学生 第五回全校集会『勇者セイヤンの物語（仮）』（2017年11月8日 - 12日、CBGKシブゲキ!!） - ジムビーン 役
- 舞台『イッショウガイ』（2017年12月22日 - 28日、新宿シアターモリエール） - 友貴 役
- 舞台『大正浪漫探偵譚-六つのマリア像-』（2018年4月18日 - 22日、シアター1010）[7] - 増西凜太朗 役
- 舞台『共感』（2018年5月9日 - 20日、劇場MOMO） - 十川佑都 役
- 舞台『宇宙戦艦ティラミス』 - ヴォルガー・ハマー 役
  - 舞台『宇宙戦艦ティラミス』（2018年7月25日 - 31日、シアターサンモール / 8月4日・5日、岐阜市文化センター / 8月11日・12日、ABCホール）[8]
  - 舞台『宇宙戦艦ティラミスII』～蟹・自分でむけますか～（2019年12月27日 - 29日、松下IMPホール / 2020年1月8日 - 19日、品川プリンスホテル クラブeX）[9]
  - 舞台『宇宙戦艦ティラミス～銀河列車で遊郭行きてぇなぁ編～』（2022年10月7日 - 16日、こくみん共済 coop ホール／スペース・ゼロ）[10]
  - 舞台『宇宙戦艦ティラミス』完結編〜ファイナルラストはエンドの終わり〜（2023年9月2日・3日、瑞穂市サンシャインホール / 9月7日 - 17日、IMAホール）[11]
- 舞台『ギャグマンガ日和～向かい風100％～』（2018年9月5日 - 9日、伝承ホール） - 受手マモル 役[12]
- 舞台『僕のカタチと、僕のアイダ』（2018年10月17日 - 21日、劇場MOMO） - 照井龍之介 役
- 実弾生活アナザー『なんてったってビジランテ』（2018年12月21日 - 25日、シアターグリーン BIG TREE THEATER） - 山から北郎 / ジェリコ範馬 役[13]
- 『僕のヒーローアカデミア』The “Ultra” Stage - エンデヴァー 役
  - 『僕のヒーローアカデミア The "Ultra" Stage』（2019年4月12日 - 21日、天王洲 銀河劇場 / 4月26日 - 29日、サンケイホールブリーゼ / 6月7日 - 9日、上海 虹橋芸術中心）
  - 『僕のヒーローアカデミア』The “Ultra” Stage 本物の英雄（ヒーロー） PLUS ULTRA ver.（2021年12月3日 - 12日、TOKYO DOME CITY HALL / 12月24日 - 26日、京都劇場）[14]
- プリラジ-Prison Radio-（2019年6月26日 - 30日、ブディストホール）
- 爆走おとな小学生『初等教育ロイヤル』（2020年12月25日 - 27日、COOL JAPAN PARK OSAKA TTホール） - 井上くん 役
- 朗読劇『VIP』（2021年4月11日、Mixalive TOKYO Hall Mixa） - 久遠彰允 役
- 舞台『カタシロRebuild』（2021年5月1日 劇場よりライブ配信） -マコト役
- 匣の中（2021年9月3日-5日）- ツァール 役
- LIVE STAGE『スケートリーディング☆スターズ』（2021年10月22日 - 31日、品川プリンスホテル ステラボール） - 寺内正太郎 役[15]
- 異説・狂人日記（2023年7月12日 - 16日、CBGKシブゲキ!!）[16]
  - 異説・狂人日記 再演（2025年7月3日 - 13日、三越劇場）[17]
- 朗読劇『マッチングアプリ:アップルボム(仮)』（2023年7月26日-30日、シアターサンモール）- 根野倉権左衛門 役
- 青空メロディーズ～We are baseball girls!!～（2024年2月1日、大塚・萬劇場） - 大空柚花 役[18]
- 舞台タメ劇 vol.1『タイムカプセル Bye Bye Days』（2025年1月11日、紀伊國屋ホール） - はるちん（春田里志） 役（回替わりゲスト）[19][20]

### イベント
- ミュージカル・テニスの王子様2ndシーズン - 橘桔平 役
  - テニミュ サポーターズクラブ プレミアム パーティー vol.0（2010年11月3日、JCBホール）
  - テニミュ サポーターズクラブ プレミアム パーティー vol.1（2011年3月5日、ステラボール）
  - テニミュ サマーフェスティバル2011（2011年7月19日、TDCホール）
- BS-TBS収穫祭！！IN青山円形劇場「さとうのまんま」（2012年11月14日、青山円形劇場） - ゲスト
- ミュージカル『ヘタリア』FINAL LIVE～A World in the Universe～（2018年3月、幕張メッセ イベントホール/フェスティバルホール）- ドイツ 役
- ACTORS☆LEAGUE
  - 2021（2021年7月20日、東京ドーム）[21]
  - in Baseball 2023（2023年7月3日、東京ドーム）[22]
- mjbコントライブ「Re:mix!jam!blend!」（2022年11月10日 - 13日、DDD青山クロスシアター）[23]

### その他
- Web配信ドラマ「愛車探偵社」ココロにガソリンを注ぐ[24]（2013年12月 - ） - 主演 田中清志郎 役
- テレビ神奈川 『キッズ劇場!!エース[25]』（2015年4月 - 2017年3月） - 歌のおにいさん
- 東名阪ネット6『歴史漫才 ヒストリーズ・ジャパン』（2017年7月 - 9月） - 伊藤博文 / 北里柴三郎 役
- パパとママになる前に〜ボーイズ版〜（2021年8月21日 - 、TERMINAL PF）  - 社会保健 役[26]

### ネット配信
- キャストサイズチャンネル「お好きにド～ゾ♪[27]」（2015年4月 - 2018年3月、ニコニコ生放送） - MC
  - キャストサイズチャンネル「お好きにビクトリー」（2018年4月 - 、ニコニコ生放送） - MC